# Rajmund Zieliński

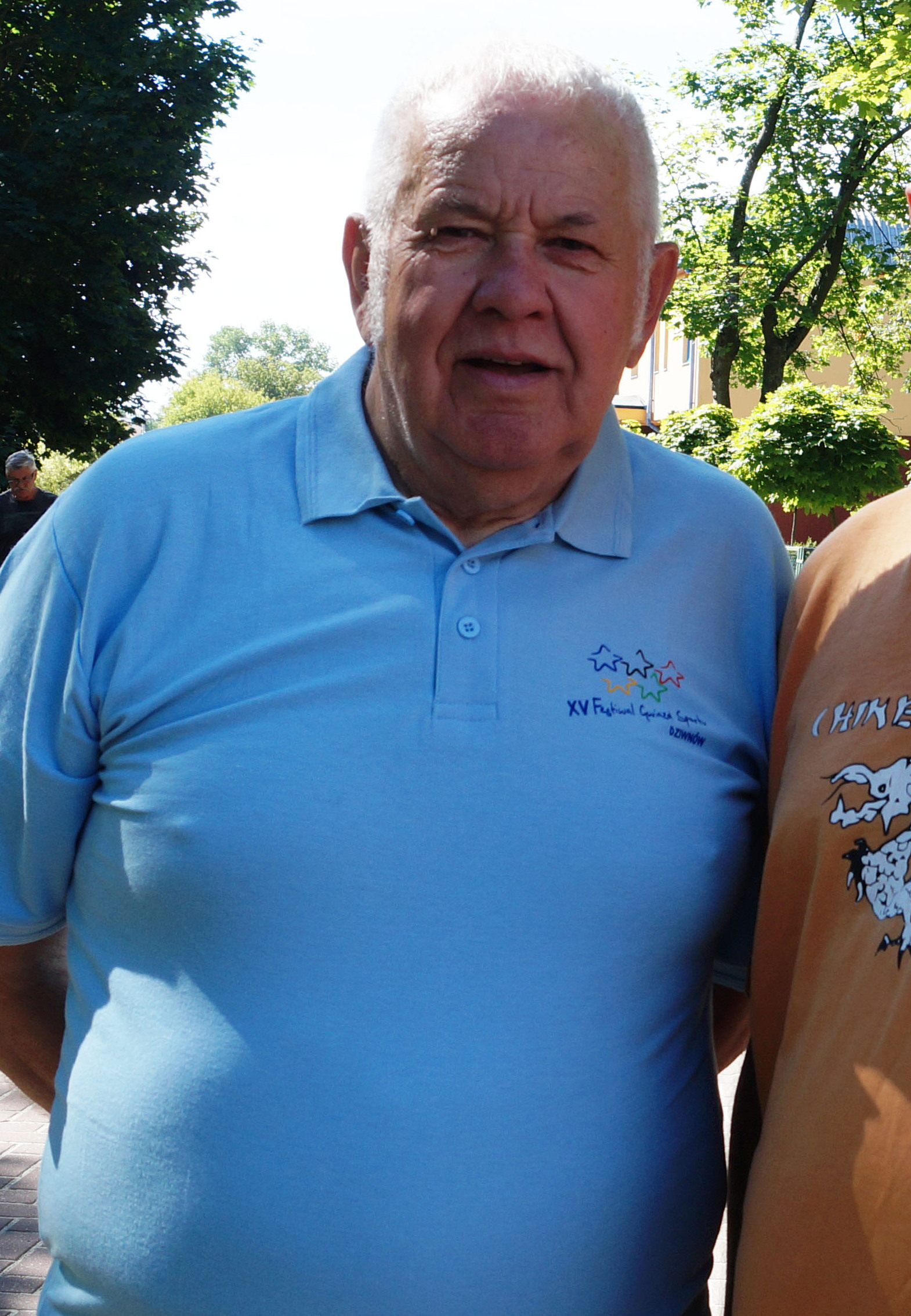
Rajmund Zieliński in 2016

Rajmund Zieliński (* 9. November 1940 in Thorn; † 14. August 2022) war ein polnischer Radrennfahrer. Er war gelernter Schlosser und war Mitglied im Club LZS Nowogard.

## Sportliche Laufbahn
Er gilt als einer der vielseitigsten polnischen Fahrer der 1960er Jahre, war u. a. auch mehrfacher polnischer Meister in der Einerverfolgung und hat mehrere Auszeichnungen für sportliche Leistungen erhalten. Er nahm fünfmal an der Internationalen Friedensfahrt teil, seine beste Platzierung war 1965 der 9. Platz. 1964 gewann er die heimische Polenrundfahrt vor Władysław Kozłowski und holte dabei auch vier Etappensiege. Er war Teilnehmer der Olympischen Sommerspiele 1964 in Tokio und belegte den 82. Rang im olympischen Straßenrennen.
Zieliński war auch ein erfolgreicher Bahnfahrer, er startete für den Verein Legia Warschau. Er wurde polnischer Meister in der Einerverfolgung in den Jahren 1963 und von 1965 bis 1969 und in der Mannschaftsverfolgung 1967 und 1969. Bei den Olympischen Sommerspielen 1968 in Mexiko-Stadt wurde er 10. in der Einerverfolgung und belegte den fünften Rang in der Mannschaftsverfolgung. 1966 gewann er bei den SKDA-Meisterschaften im Radsport in der Einerverfolgung.
| Jahr | Erfolg | Polen-Rundfahrt   |
| ---- | ------ | ----------------- |
| 1961 | Sieger | 7. Etappe         |
| 1962 | Sieger | 3. Etappe         |
| 1962 | 2.     | 6. Etappe         |
| 1962 | 3.     | 8. Etappe         |
| 1963 | 2.     | 2. Etappe         |
| 1963 | 2.     | 4. Etappe, Teil a |
| 1963 | Sieger | 7. Etappe, Teil a |
| 1963 | 2.     | 7. Etappe, Teil b |
| 1965 | Sieger | 2. Etappe         |
| 1965 | 3.     | 3. Etappe         |
| 1965 | Sieger | 5. Etappe         |
| 1965 | Sieger | 6. Etappe         |
| 1965 | Sieger | 9. Etappe         |

| Jahr | Erfolg            | Rennen                       |
| ---- | ----------------- | ---------------------------- |
| 1964 | Sieger            | 4. Etappe Friedensfahrt 1964 |
| 1965 | Sieger            | 6. Etappe Friedensfahrt 1965 |
|      |                   |                              |
| 1964 | Olympiateilnehmer | in Tokio                     |
| 1968 | Olympiateilnehmer | in Mexiko                    |
| 1969 | 4.                | WM in Brünn                  |